# Marc Mézard
Marc Mezard, (Aurillac, 29 de agosto de 1957), é um físico francês, especialista em física estatística. Tornou-se no dia 19 de abril de 2012, o 29o diretor da Escola Normal Superior de Paris. Ele descobriu, junto com Giorgio Parisi e Miguel Ángel Virasoro, a organização ultramétrica dos estados de vidro de spin de baixa temperatura em infinitas dimensões, frequentemente usada na teoria das cordas.